# Mistrzostwa Europy w Lekkoatletyce 1958 – bieg na 200 m mężczyzn

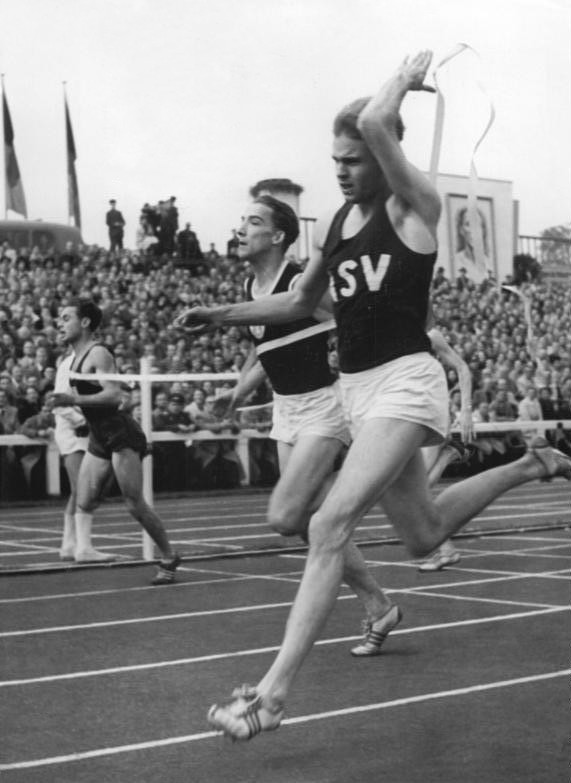
Manfred Germar

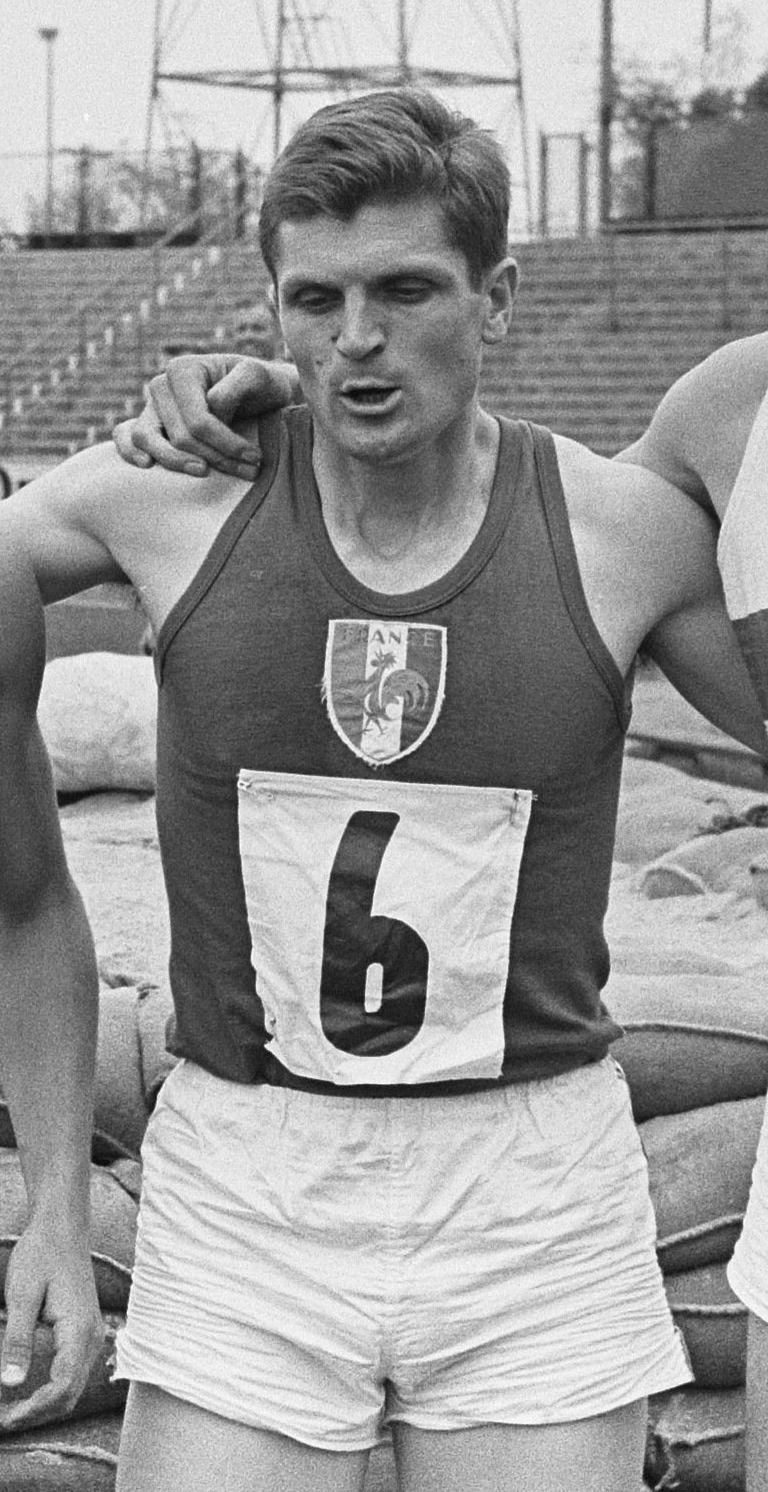
Jocelyn Delecour

Bieg na dystansie 200 metrów mężczyzn był jedną z konkurencji rozgrywanych podczas VI Mistrzostw Europy w Sztokholmie. Biegi eliminacyjne i półfinałowe zostały rozegrane 22 sierpnia, a bieg finałowy 23 sierpnia 1958 roku. Zwycięzcą tej konkurencji został reprezentant wspólnej reprezentacji Niemiec Manfred Germar. W rywalizacji wzięło udział dwudziestu pięciu zawodników z osiemnastu reprezentacji.

## Rekordy
| Rekord świata     | Andy Stanfield (USA) | 20,6 | Filadelfia, Stany Zjednoczone | 26.05.1951 |
| Rekord Europy     | Heinz Fütterer (FRG) | 20,6 | Kolonia, RFN                  | 04.09.1955 |
| Rekord mistrzostw | Heinz Fütterer (FRG) | 20,9 | Berno, Szwajcaria             | 26.08.1954 |

## Wyniki

### Eliminacje
Bieg 1
| Miejsce | Zawodnik          | Czas | Uwagi |
| ------- | ----------------- | ---- | ----- |
| 1       | Łeonid Barteniew  | 21,7 | Q     |
| 2       | Ernst Vogel       | 22,2 | Q     |
| 3       | Michaił Byczwarow | 22,5 | Q     |
| 4       | Aydın Onur        | 22,6 |       |
| 5       | Edmund Berg       | 23,2 |       |

Bieg 2
| Miejsce | Zawodnik        | Czas | Uwagi |
| ------- | --------------- | ---- | ----- |
| 1       | György Gyuricza | 22,4 | Q     |
| 2       | Habib Thiam     | 23,0 | Q     |
| 3       | Adolf Huber     | 24,9 | Q     |

Bieg 3
| Miejsce | Zawodnik              | Czas | Uwagi |
| ------- | --------------------- | ---- | ----- |
| 1       | Vilém Mandlík         | 21,6 | Q     |
| 2       | Jurij Konowałow       | 21,7 | Q     |
| 3       | Nikolaos Georgopulos  | 21,9 | Q     |
| 4       | Richard Schwarzgruber | 22,4 |       |

Bieg 4
| Miejsce | Zawodnik           | Czas | Uwagi |
| ------- | ------------------ | ---- | ----- |
| 1       | Manfred Germar     | 21,4 | Q     |
| 2       | Edward Szmidt      | 21,9 | Q     |
| 3       | Robbie Brightwell  | 21,9 | Q     |
| 4       | Jacques Vercruysse | 22,0 |       |
| 5       | Börje Strand       | 22,0 |       |

Bieg 5
| Miejsce | Zawodnik         | Czas | Uwagi |
| ------- | ---------------- | ---- | ----- |
| 1       | Jocelyn Delecour | 22,2 | Q     |
| 2       | Béla Goldoványi  | 22,2 | Q     |
| 3       | Wasilios Sylis   | 23,1 | Q     |

Bieg 6
| Miejsce | Zawodnik        | Czas | Uwagi |
| ------- | --------------- | ---- | ----- |
| 1       | David Segal     | 21,0 | Q     |
| 2       | Livio Berruti   | 21,6 | Q     |
| 3       | Bjørn Nilsen    | 21,6 | Q     |
| 4       | Björn Malmroos  | 21,8 |       |
| 5       | Peter Rasmussen | 22,2 |       |

### Półfinały
Półfinał 1
| Miejsce | Zawodnik          | Czas | Uwagi |
| ------- | ----------------- | ---- | ----- |
| 1       | Jocelyn Delecour  | 21,3 | Q     |
| 2       | Robbie Brightwell | 21,7 | Q     |
| 3       | Łeonid Barteniew  | 21,7 |       |
| 4       | Edward Szmidt     | 21,9 |       |
| 5       | György Gyuricza   | 22,4 |       |
| 6       | Ernst Vogel       | 22,4 |       |

Półfinał 2
| Miejsce | Zawodnik        | Czas | Uwagi |
| ------- | --------------- | ---- | ----- |
| 1       | Vilém Mandlík   | 21,0 | Q     |
| 2       | David Segal     | 21,1 | Q     |
| 3       | Béla Goldoványi | 21,7 |       |
| 4       | Habib Thiam     | 22,3 |       |
| 5       | Wasilios Sylis  | 22,4 |       |
| –       | Livio Berruti   | DNF  |       |

Półfinał 3
| Miejsce | Zawodnik             | Czas | Uwagi |
| ------- | -------------------- | ---- | ----- |
| 1       | Manfred Germar       | 21,2 | Q     |
| 2       | Jurij Konowałow      | 21,3 | Q     |
| 3       | Bjørn Nilsen         | 21,5 |       |
| 4       | Nikolaos Georgopulos | 21,7 |       |
| 5       | Michaił Byczwarow    | 22,2 |       |
| 6       | Adolf Huber          | 22,8 |       |

### Finał
| Miejsce | Zawodnik          | Czas |
| ------- | ----------------- | ---- |
| 1       | Manfred Germar    | 21,0 |
| 2       | David Segal       | 21,3 |
| 3       | Jocelyn Delecour  | 21,3 |
| 4       | Vilém Mandlík     | 21,4 |
| 5       | Robbie Brightwell | 21,9 |
| 6       | Jurij Konowałow   | 22,0 |